# Bifora testiculata
Bifora testiculata — вид квіткових рослин родини окружкових (Apiaceae).

## Біоморфологічна характеристика
Це однорічна рослина, гола. Стебла ребристі, 10–40 см, з невеликою центральною порожниною чи суцільні. Прикореневі листки 1-перисті, яйцювато-довгасті, 2.5–10 × 1.5–3 см, сегменти клиноподібні, надрізані до глибоко перисторозсічених. Верхні листки 2-перисті або перисто-розсічені, сегменти від ланцетних до лінійних. Зонтики бічні. Квітки білі, майже рівні, двостатеві. Пелюстки цільні, 0.75 мм. Пиляки темно-фіолетові. Плід 2–3 × 4–7 мм, основа серцеподібна, верхівка ± конічна.

## Поширення
Європа, захід Азії, північ Африки.
В Україні вид зростає у Криму (Південий берег Криму: окол. мм. Гурзуфа і Симеїза).